# Kim López González
Kim López González (Valencia, 4 gennaio 1989) è un atleta paralimpico spagnolo specializzato nel getto del peso e nel lancio del disco e classificato F12.

## Biografia
Nel 2011 veste per la prima volta la maglia della nazionale spagnola, partecipando ai campionati mondiali paralimpici di Christchurch, dove ottiene la medaglia di bronzo nel getto del peso F12. L'anno successivo è nuovamente medaglia di bronzo ai campionati europei paralimpici di Stadskanaal 2012.
Ai campionati mondiali paralimpici di Lione 2013 conquista la medaglia d'oro nel lancio del disco F12 e si classifica sesto nel getto del peso F12, mentre ai campionati europei paralimpici di Swansea 2014 si laurea campione continentale del getto del peso e del lancio del disco F12.
Nel 2015 partecipa ai campionati mondiali paralimpici di Doha, dove conquista la medaglia d'argento nel lancio del disco F12 e la medaglia di bronzo nel getto del peso F12. L'anno seguente scende per la prima volta in pedana ai Giochi paralimpici di Rio de Janeiro 2016, dove vince la gara del getto del peso F12.
Ai campionati mondiali paralimpici di Londra 2017 è medaglia d'argento nel getto del peso F12 e medaglia di bronzo nel lancio del disco F12, mentre ai campionati europei paralimpici di Berlino 2018 conquista la medaglia d'argento in entrambe le discipline.
Nel 2019 conquista la medaglia d'argento nel getto del peso F12 ai campionati mondiali paralimpici di Dubai e nel 2021 trionfa nuovamente ai Giochi paralimpici di Tokyo, dove fa anche registrare il nuovo record mondiale del getto del peso F12 con la misura di 17,04 m.
Nel 2023 si classifica quinto nel getto del peso F12 ai campionati mondiali paralimpici di Parigi, mentre alla successiva edizione di Kobe 2024 si riconferma campione del mondo.

## Record nazionali
- Getto del peso F12: 17,04 m  ( Tokyo, 28 agosto 2021)

## Progressione
Statistiche ricavate da paralympic.org/athletics/rankings (al 22 agosto 2024).

### Getto del peso F12
| Stagione | Misura  | Luogo          | Data       | Rank. Mond. |
| -------- | ------- | -------------- | ---------- | ----------- |
| 2024     | 15,22 m | Kōbe           | 18-5-2024  | 1º          |
| 2023     | 13,58 m | Parigi         | 10-7-2023  | 10º         |
| 2022     | 16,45 m | Nerja          | 26-6-2022  | 1º          |
| 2021     | 17,10 m | Gandia         | 7-7-2021   | 1º          |
| 2020     | 15,29 m | Pamplona       | 29-7-2020  | 1º          |
| 2019     | 16,60 m | La Nucia       | 27-10-2019 | 2º          |
| 2018     | 15,46 m | Barcellona     | 6-5-2018   | 3º          |
| 2017     | 15,44 m | Londra         | 22-7-2017  | 4º          |
| 2016     | 16,44 m | Rio de Janeiro | 8-9-2016   | 1º          |
| 2015     | 15,03 m | Doha           | 22-10-2015 | 3º          |
| 2014     | 15,55 m | Swansea        | 22-8-2014  | 1º          |
| 2013     | 13,85 m | Grosseto       | 11-5-2013  | 6º          |
| 2012     | 13,90 m | Stadskanaal    | 25-6-2012  | 4º          |
| 2011     | 11,75 m | L'Hospitalet   | 14-5-2011  | 7º          |

### Lancio del disco F12
| Stagione | Misura  | Luogo        | Data      | Rank. Mond. |
| -------- | ------- | ------------ | --------- | ----------- |
| 2022     | 43,46 m | L'Hospitalet | 28-5-2022 | 1º          |
| 2021     | 41,52 m | L'Hospitalet | 10-4-2021 | 1º          |
| 2019     | 44,95 m | Grosseto     | 9-6-2019  | 2º          |
| 2018     | 45,82 m | Gandia       | 6-6-2018  | 4º          |
| 2017     | 45,19 m | Barcellona   | 14-5-2017 | 6º          |
| 2016     | 48,54 m | Amsterdam    | 6-7-2016  | 2º          |
| 2015     | 48,24 m | San Javier   | 20-6-2015 | 1º          |
| 2014     | 48,75 m | Swansea      | 19-8-2014 | 1º          |
| 2013     | 47,78 m | Grosseto     | 11-5-2013 | 1º          |
| 2012     | 44,51 m | Basauri      | 9-6-2012  | 1º          |
| 2011     | 48,36 m | Valencia     | 4-6-2011  | 2º          |

## Palmarès
| Anno | Manifestazione                  | Sede           | Evento               | Risultato | Prestazione | Note                                     |
| ---- | ------------------------------- | -------------- | -------------------- | --------- | ----------- | ---------------------------------------- |
| 2011 | Campionati mondiali paralimpici | Christchurch   | Getto del peso F12   | Bronzo    | 43,63 m     | Miglior prestazione personale stagionale |
| 2012 | Campionati europei paralimpici  | Stadskanaal    | Getto del peso F12   | Bronzo    | 13,90 m     | Miglior prestazione personale stagionale |
| 2013 | Campionati mondiali paralimpici | Lione          | Getto del peso F12   | 6º        | 13,43 m     |                                          |
| 2013 | Campionati mondiali paralimpici | Lione          | Lancio del disco F12 | Oro       | 46,39 m     |                                          |
| 2014 | Campionati europei paralimpici  | Swansea        | Getto del peso F12   | Oro       | 15,55 m     | Miglior prestazione personale            |
| 2014 | Campionati europei paralimpici  | Swansea        | Lancio del disco F12 | Oro       | 48,75 m     |                                          |
| 2015 | Campionati mondiali paralimpici | Doha           | Getto del peso F12   | Bronzo    | 15,03 m     | Miglior prestazione personale stagionale |
| 2015 | Campionati mondiali paralimpici | Doha           | Lancio del disco F12 | Argento   | 44,93 m     |                                          |
| 2016 | Giochi paralimpici              | Rio de Janeiro | Getto del peso F12   | Oro       | 16,44 m     | Miglior prestazione personale            |
| 2017 | Campionati mondiali paralimpici | Londra         | Getto del peso F12   | Argento   | 15,44 m     | Miglior prestazione personale stagionale |
| 2017 | Campionati mondiali paralimpici | Londra         | Lancio del disco F12 | Bronzo    | 44,23 m     |                                          |
| 2018 | Campionati europei paralimpici  | Berlino        | Getto del peso F12   | Argento   | 14,80 m     |                                          |
| 2018 | Campionati europei paralimpici  | Berlino        | Lancio del disco F12 | Argento   | 40,85 m     |                                          |
| 2019 | Campionati mondiali pralimpici  | Dubai          | Getto del peso F12   | Argento   | 15,69 m     | Miglior prestazione personale stagionale |
| 2021 | Giochi paralimpici              | Tokyo          | Getto del peso F12   | Oro       | 17,04 m     | Record mondiale                          |
| 2023 | Campionati mondiali paralimpici | Parigi         | Getto del peso F12   | 5º        | 13,58 m     | Miglior prestazione personale stagionale |
| 2024 | Campionati mondiali paralimpici | Kōbe           | Getto del peso F12   | Oro       | 15,22 m     | Miglior prestazione personale stagionale |